# Heliconius clara
Heliconius clara är en fjärilsart som beskrevs av Jacob Hübner 1816. Heliconius clara ingår i släktet Heliconius och familjen praktfjärilar. Inga underarter finns listade i Catalogue of Life.